# Bad Füssing
Bad Füssing je obec v německé spolkové zemi Bavorsko, v zemském okrese Pasov ve vládním obvodu Dolní Bavorsko. Přes řeku Inn území obce sousedí s Rakouskem. Obec Bad Füssing má status lázeňského místa a je hojně navštěvována. Bad Füssing tvoří spolu s Bad Griesbach im Rottal a s Bad Birnbach dolnobavorský lázeňský trojúhelník.
Žije zde přibližně 8 200 obyvatel.

## Části obce
| Aichmühle      | Hilling       | Steinreuth   |
| Aigen am Inn   | Holzhaus      | Thalau       |
| Ainsen         | Holzhäuser    | Thalham      |
| Angering       | Hub           | Thierham     |
| Aufhausen      | Irching       | Unterreuthen |
| Bad Füssing    | Mitterreuthen | Voglöd       |
| Brandschachen  | Oberreuthen   | Weidach      |
| Dürnöd         | Pichl         | Wendlmuth    |
| Egglfing a.Inn | Pimsöd        | Wies         |
| Eitlöd         | Poinzaun      | Würding      |
| Flickenöd      | Riedenburg    | Zieglöd      |
| Geigen         | Safferstetten | Zwicklarn    |
| Gögging        | Schieferöd    |              |
| Hart           | Schöchlöd     |              |

## Sousední obce
Kirchham, Malching, Pocking a Obernberg am Inn

## Historie
V roce 735 daroval vévoda Hugibert Bavorský panství Safferstetten salcburské arcidiecézi. V roce 1441 vyměnili kanovníci z Mattighofenu panství Safferstetten za panství Reding s biskupem Leonhardem von Laiming z Pasova.
Místní část Aigen am Inn byla poprvé zmíněna v historických dokumentech kolem roku 1010 a je známá Leonhardovou jízdou, která každoročně první neděli v listopadu přitahuje jezdce z Bavorska a Alp. Úcta sv. Leonharda v Aigenu je doložena již od středověku.
Při hledání ropy v místní části Safferstetten nebyla v asi tisícimetrové hloubce nalezena ani ropa ani zemní plyn, nýbrž termální prameny: Tlakem 5,2 at se na povrch nečekaně dostala termální voda 56 °C teplá v množství 3000 litrů za minutu. Psal se rok 1938. Používání této termální vody však správním výborem pro říšské lázeňství nebylo povoleno.
Vývoj Füssingu mohl začít až v době po roce 1945, když se Karlovy Vary, Františkovy lázně a Mariánské lázně staly pro Němce nedostupnými. Obyvatelé tábora pro cizince, jenž se nacházel v blízkosti, používali termální vodu nejdříve k úklidu. Zdravotničtí důstojníci, kteří se o tento tábor starali, jako první rozpoznali, že je v této termální vodě skryta neobyčejná léčivá síla. Po oznámení celé řady léčebných úspěchů zřídil Balneologický institut mnichovské univerzity v Bad Füssingu pobočku zdravotně-klimatologického oddělení vedenou lékaři. V listopadu 1953 byla touto institucí zveřejněna expertiza, ze které plynulo, že prameny mají ideální předpoklady pro léčení obrny, artrózy, určitých kožních onemocnění a koneckonců i revmatických onemocnění svalstva a kloubů. Tento znalecký posudek a především nadšené ohlasy pacientů, kteří se v Bad Füssing plně uzdravili nebo alespoň nalezli úlevu, přispěly k tomu, že se tento pramen stal ve velmi krátkém čase známým daleko za hranicemi Bavorska.
Právo užívat termální prameny Bad Füssingu, které měl ze začátku bavorský průmysl s minerálním olejem, přešlo v roce 1955 na soukromou společnost Thermalbad Füssing GmbH. Tato společnost zřídila ještě ve stejném roce další možnosti koupání a ve skromné velikosti také zařízení pro lékařskou péči o hosty. V tomto roce, 1955, si ve Füssingu zřídil svoji praxi první lékař. Zpřístupnění Füssingu začal podporovat Svobodný stát Bavorsko. V roce 1958 bylo založeno účelové sdružení Zweckverband Bad Füssing, sestávající z kraje Dolní Bavorsko, bývalého zemského okresu Griesbach im Rottal a tehdejší obce Safferstettten. V roce 1961 byl otevřen první lázeňský dům (Therme Eins).

Mezníkem v rozvoji Füssingu bylo navrtání termálního pramene II Svobodným státem Bavorsko v roce 1963 (Europa Therme). Další termální pramen byl pak navrtán v roce1964 (Johannesbad), díky manželskému lékařskému páru Zwicků. Tím byl Füssing zajištěn léčivou vodou a byla dána možnost stavět další léčebná zařízení. K tomu patřil lázeňský park (náklady přes 4 mil. DM), malý lázeňský dům (Das kleine Kurhaus) s hudebním pavilonem, lázeňská zahrada, prostory pro pobyt a čítárny. 

Poloha Bad Füssing v zemském okrese Passau

V roce 1969 získal Füssing titul „Bad“ (česky „Lázně“). Obecní reformou 1. dubna 1971 vznikla z obcí Safferstetten, Egglfing am Inn a Würding obec Bad Füssing. Aigen byl přičleněn 1. ledna 1972. V roce 1999 zde bylo otevřeno licencované kasino.
Během několika desítek let se Bad Füssing vyvinul ve významné lázeňské středisko s více než dvěma miliony přenocování ročně. Věhlas lázním zajistily především tři obrovské termální komplexy, díky nimž jsou Bad Füssing největšími lázněmi v Evropě.

## Pozoruhodnosti

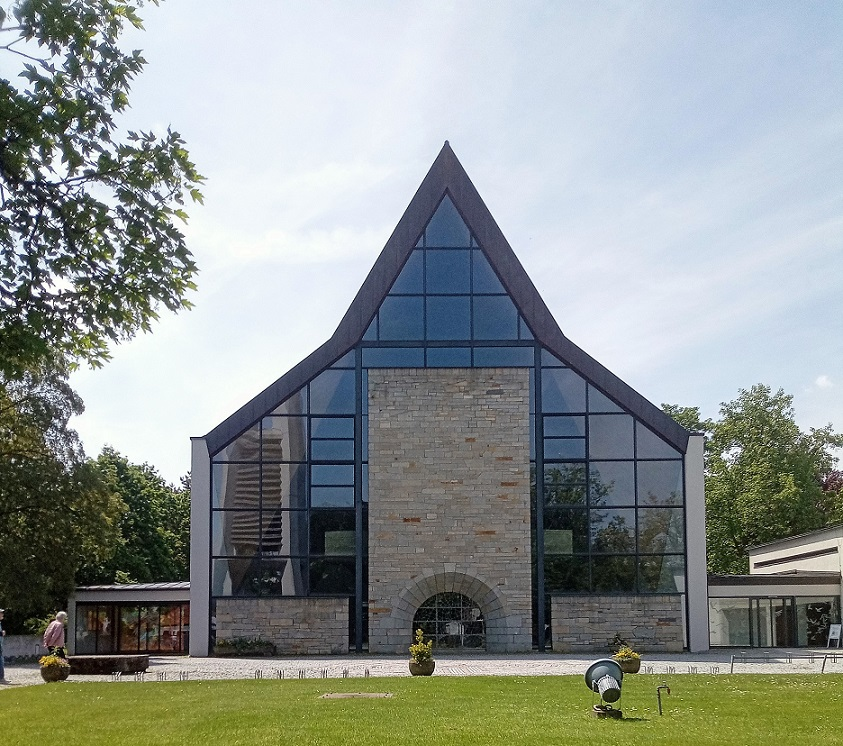
Římskokatolický kostel Heilig Geist

- Římskokatolický farní kostel svatého Ducha (Pfarrkirche Heilig Geist) byl postaven v letech 1964 až 1967 architektem[5] Siegfriedem Östreicherem.

- Bernsteinmuseum (muzeum jantaru) bylo původně založeno v San Franciscu a v roce 1992 znovu otevřeno v Bad Füssing. Největší šachová souprava na světě vyrobená z jantaru. Šperky, sochy a řada dalších uměleckých děl. Rozsáhlá sbírka hmyzích inkluzí s mikrofotografiemi.[6]

- Kasino bylo postaveno v roce 1999 podle plánů architekta Alexandra von Branca.

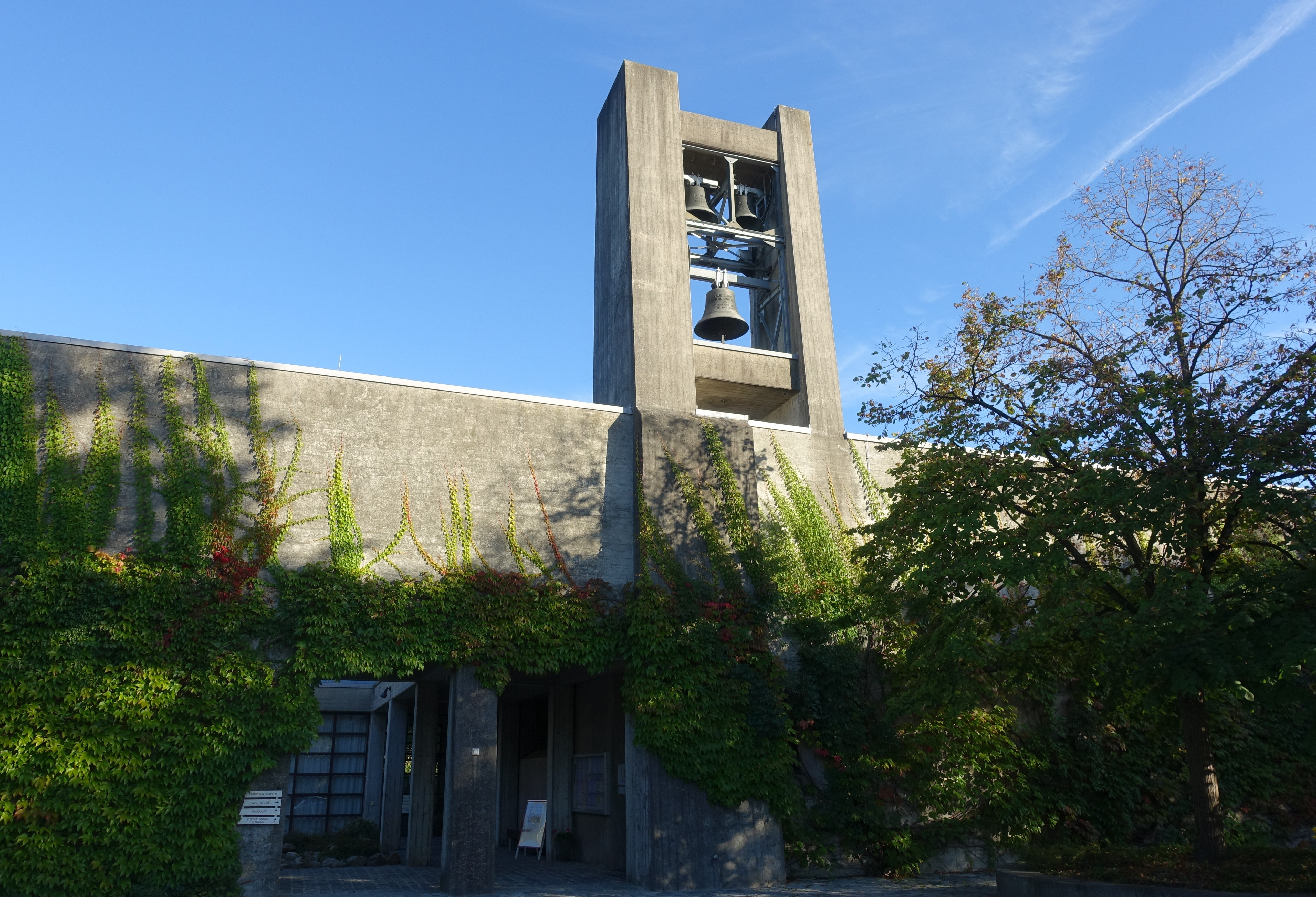
Evangelický kostel Christuskirche

- Evangelický kostel Christuskirche byl postaven v letech 1968 až 1972 architektem Kurtem Ackermannem.[5]

- Filmová galerie a kino v Grosses Kurhaus

## Lázně
Termální voda, která má 56 stupňů, pomáhá mimo jiné při artritidě, poruchách páteře, osteoporóze a metabolických onemocněních, jako je dna. Lázeňské pobyty v Bad Füssingu se doporučují i pro následnou léčbu chirurgických výkonů a pro rehabilitaci po infarktu.
K dispozici jsou tato veřejná lázeňská zařízení:
- Therme Eins a Saunahof (Termální lázně I. a saunový dvůr)

- Europa Therme (Termální lázně II.)
- Johannesbad (Termální lázně IIi.)

Kromě toho je několik hotelů napojeno na okruh s termální vodou a nabízí vlastní termální bazény, cvičení nebo vířivé koupele

### Termální lázně I - Therme Eins
8. únor 1938: Nalezení termálního pramene.
- 1947: Počátek lázeňského provozu. Po skončení 2. světové války se o prameni doslechlo zde umístěné americké vojenské velitelství a zrekvírovalo jej. Tak vznikly první improvizované lázně. Jako vany sloužily kanalizační roury, postavené na hlavu a dole zabetonovány, takže sloužily jako sedací vany. První název lázní byl „Pearl-bath“, po Davidu Pearlovi, řediteli UNRRA.
- 1949: „Zlato Füssingu" (Das Füssinger Gold). Mimořádná léčivá síla vody se stává zřejmou.
- 28. červen 1950: Státní uznání léčivého zdroje
- 15. červenec 1955: Převod zdrojových práv a všech existujících zařízení z Bayerische Mineral-Industrie AG (BMI) na Thermalbad Füssing GmbH.
- 1957: Slavnostní otevření kruhového bazénu 
V dalších letech se z Therme Eins stalo významné lázeňské středisko.
K dispozici je:
- 12 termálních bazénů (4 vnitřní a 8 venkovních) s různými vodními atrakcemi, jako jsou bublinkové bazény, vodopády a masážní uličky s teplotou vody 30 až 42 °C.
- Celková vodní plocha 2500 m2.
- Dvoje parní lázně s měnícími se vůněmi.
- Poliklinika s ordinací, fyzikální oddělení a wellness.
- Restaurace.
Rozmanitost bazénů sahá od kulatého bazénu s fontánou, vířivými bazény a masážní cestou až po jeskyni a vodopádu k plaveckému bazénu a lichoběžníkovému bazénu s hodinovým „vodním aerobikem" pro všechny aktivní lidi.
Saunahof je původní zemědělský statek z 18. století. Skládá se ze dvora a čtyř staveb: stáje, stodoly, sýpky a obytné budovy. V letech 2002 / 2003 se uskutečnilo jeho přímé napojení na Therme Eins a jsou v něm umístěny různé sauny i římská parní lázeň:
- Sklep na brambory 60° C
- Jagasauna 90 °C
- Parní lázeň 45 °C
- Perchtensauna 80 °C
- Solná jeskyně 40 °C
- Seník 40 °C
- Bylinkový pokoj 65 °C
- Místnost Kamenná borovice  60 °C
- Meditační místnost

Dále venkovní termální bazén, termální vodní fontána, ochlazovací bazének s vodopádem, lehátka k odpočinku na trávě pod širým nebem.

### Termální lázně II - Europa Therme

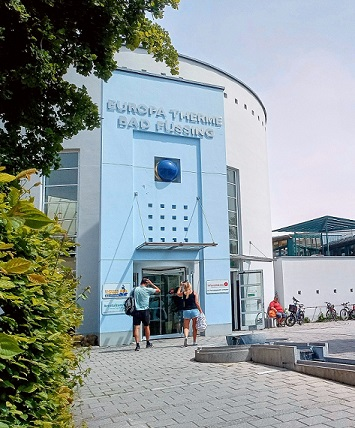
Vstupní objekt do lázní Europa Therme.

Brzy se ukázalo, že „Therme Füssing“ už nápor hostů nezvládá. Z iniciativy Svobodného státu Bavorsko
byl proto navrtán nový termální pramen a v roce 1963 vznikly druhé termální lázně EuropaTherme.
- 18 termálních bazénů (7 vnitřních a 10 venkovních).
- 3000 m2 termální vodní plochy, poloha přímo u lázeňského parku.

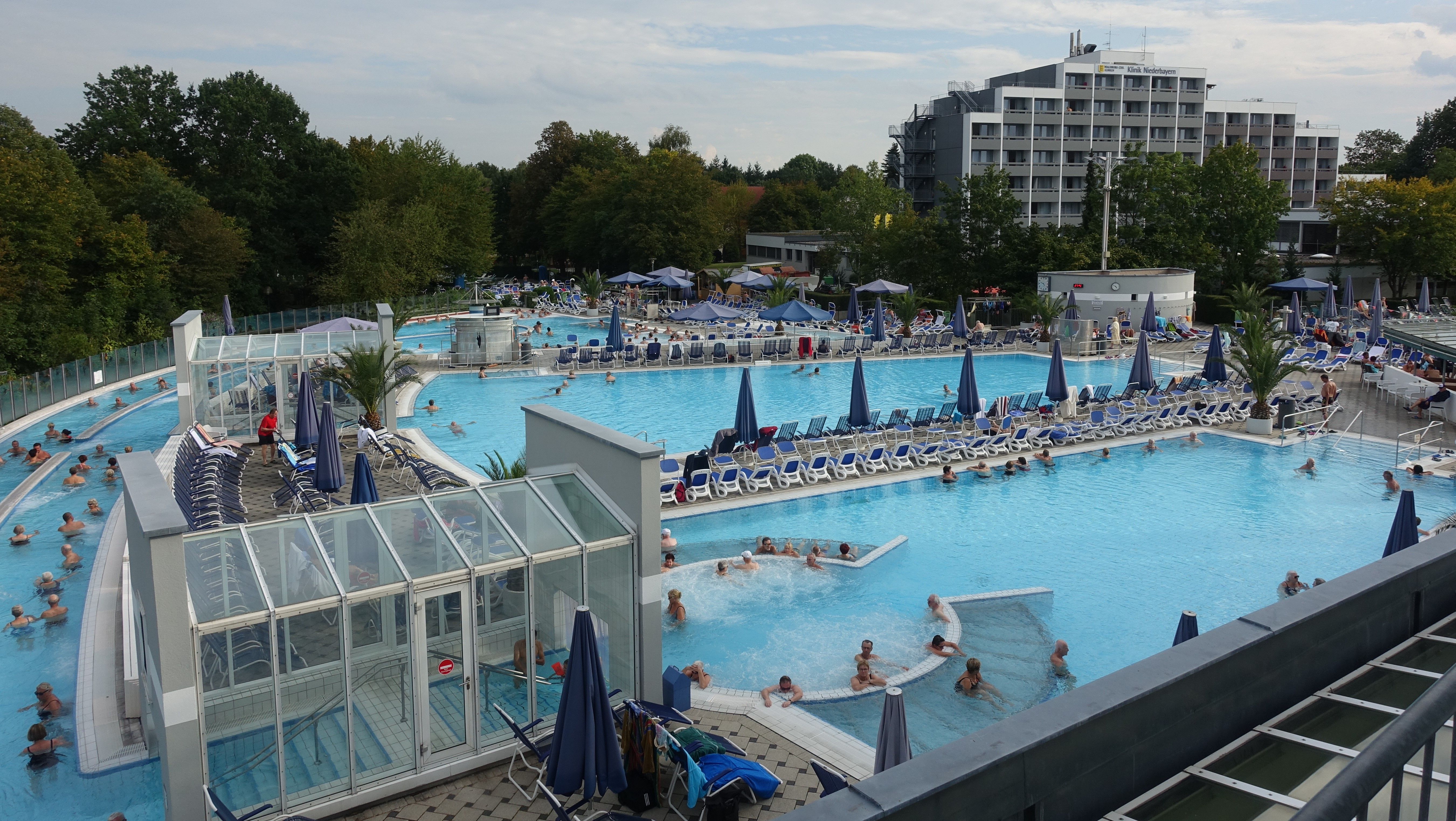
Venkovní areál lázní Europa Therme

- 120 m dlouhý kanál se silným proudem s proměnlivou rychlostí, sirné lázně, 40 masážních vodních lehátek, 4 bazénky s masážními tryskami, bazén s atrakcemi.
- Teplota vody 27 °C – 40 °C.
- Saunový ráj: plocha 1000 m2, 3 finské sauny, bylinková pára, 3 parní jeskyně, vířivka a masážní bazének, studený bazének, rasul (pára s peelingovým jílem natírajícím se na celé tělo), solárium, balkón s lehátky, terasa, relaxační místnost, bar.
- Kavárna s terasou (pro hosty internet zdarma), střešní zahrada, louka s lehátky.

### Termální lázně III - Johannesbad

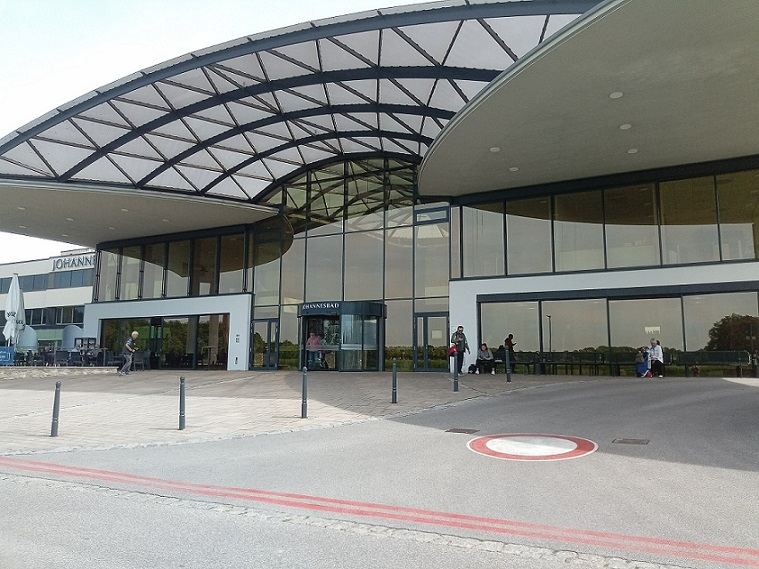
Vstupní objekt do lázní Johannesbad

V roce 1964 se lékařskému páru Angelika a Eduard Zwickovi podařilo získat povolení k vrtání dalšího termálního pramene. Pramen byl pak ještě téhož roku rodinou Zwicků navrtán. Jelikož se majitelé stávajících dvou termálních pramenů postavili proti politicky podporované soukromé iniciativě Dr. Zwicka, vypukla ve Füssingu právnická válka o termální vodu,
V roce 1969 pak získal Füssing povolení prezentovat se jako lázně a termální pramen III. byl integrován do nově postavené kliniky v 10patrové výškové budově a stal se tak součástí podnikatelské společností Johannesbad Unternehmensgruppe.

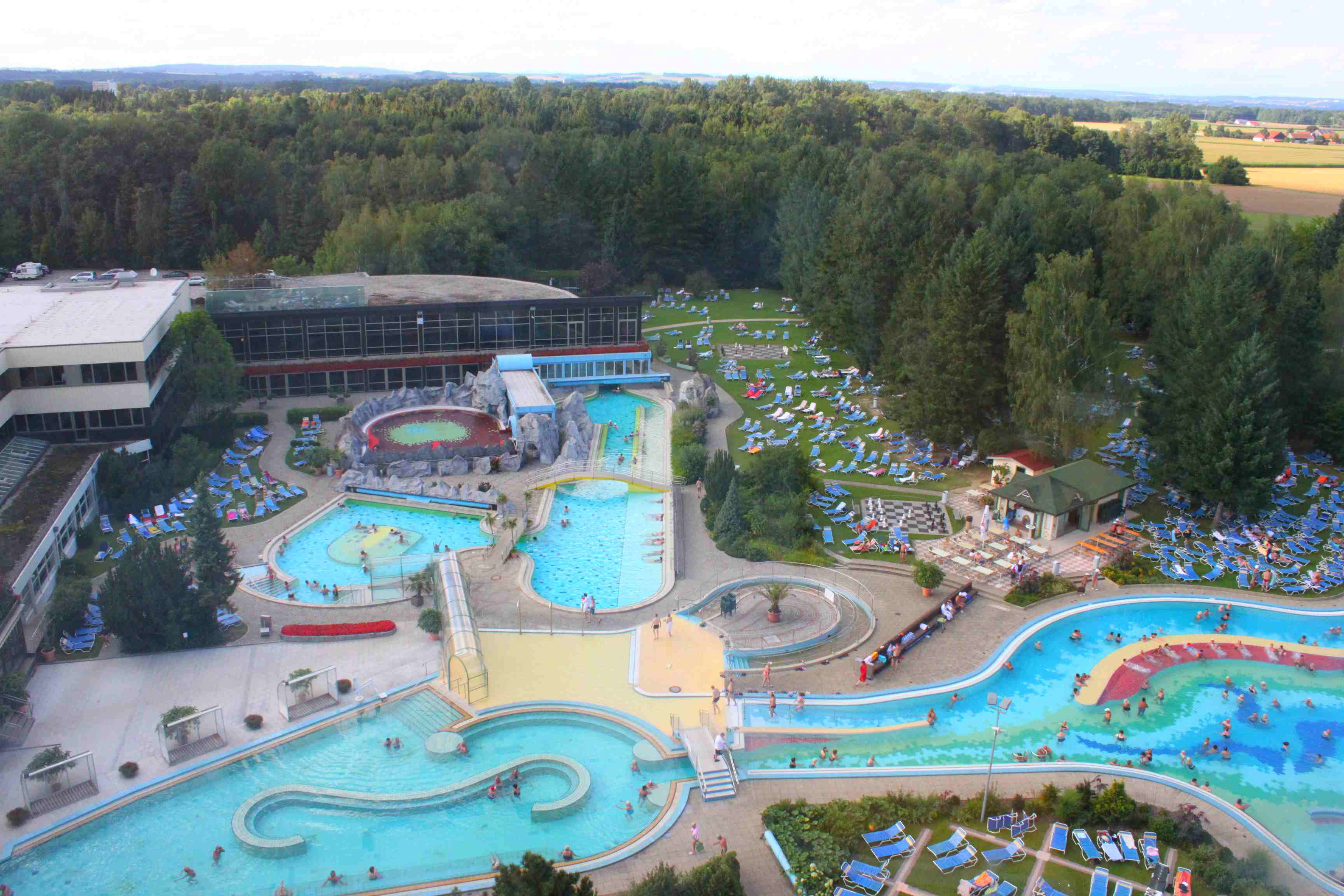
Venkovní areál lázní Johannesbad

Johannesbad jsou největší termální lázně v Bad Füssing.
- 4500 m2 termální vodní plochy.
- vlastní termální minerální voda z hloubky 1.060 m (pramen Johannesquelle).
- 13 termálních bazénů (6 vnitřních a 7 venkovních) - sirný bazén, vulkánový vířivý bazén, bazén s mořskými vlnami, hypertermální bazén (léčení revma, 39 °C), plavecký bazén s chladnější vodou (24-30 °C), Kneippův studený bazének (lázeň nohou), skalní laguna se slanou vodou, bazén s masážními tryskami a 100 m dlouhý kanál se silným proudem.

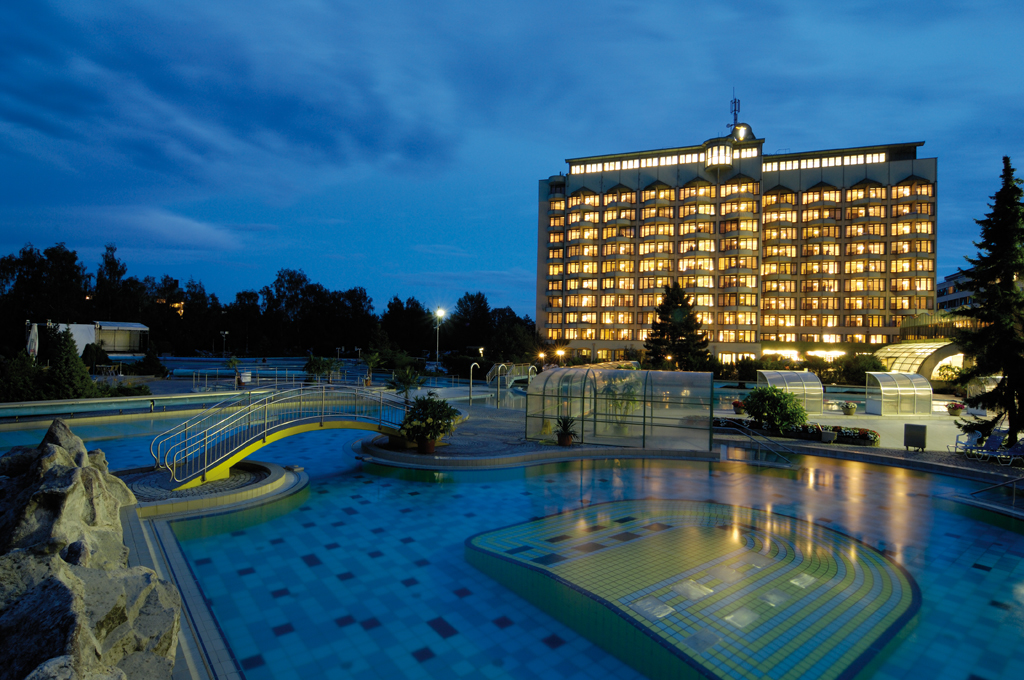
Klinika Johannesbad

- Saunový svět má celkovou plochu 800 m². Místnosti jsou upraveny dle různých stylů - osmanská komnata (50 °C), indická aromatická pára (46 °C), římské tepidárium (50 °C), 2 finské sauny (85 °C a 90 °C), inhalační pára s pramenitou vodou (60 °C), iglú - ledová jeskyně, relaxační zóny, solária atd.
- Ve venkovní části je k dispozici 60.000 m² volné plochy na ležení.
- Klinika s ortopedií, psychosomatikou, terapií bolesti, osteoporózou a tradiční čínskou medicínou.
- Rehabilitační a terapeutické centrum s odděleními fyzioterapie, fyzikální terapie, ergoterapie a také fitness a wellness centrum.
- Restaurace, kavárny.. 

## Fotogalerie

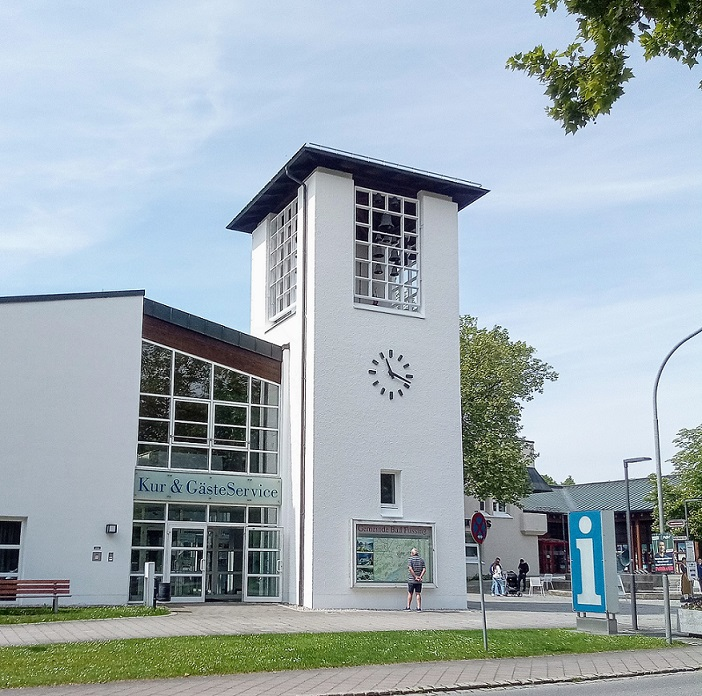
Informační středisko se zvonkohrou
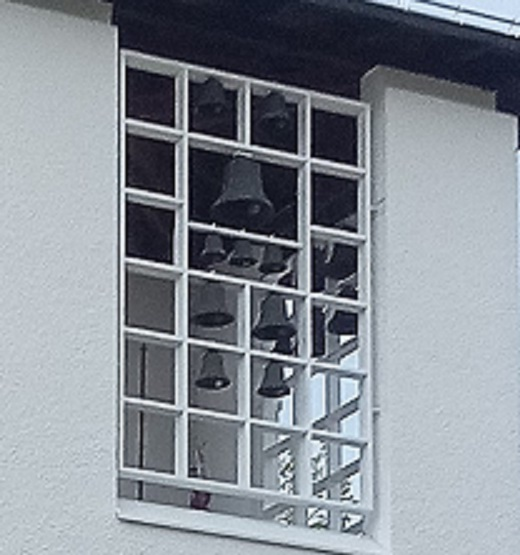
Zvonkohra
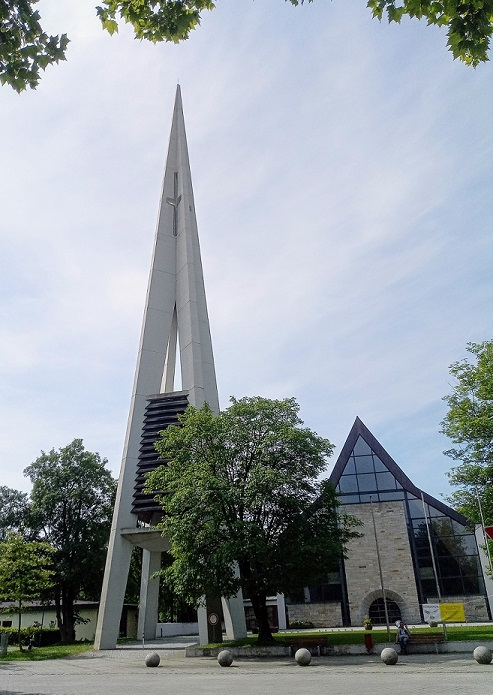
Římskokatolický kostel a zvonice
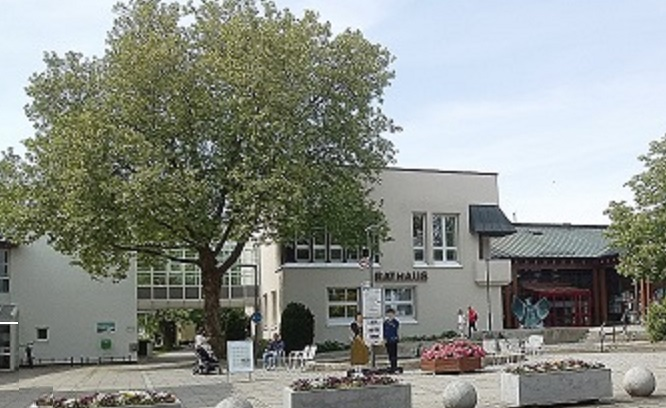
Radnice v Bad Füssing
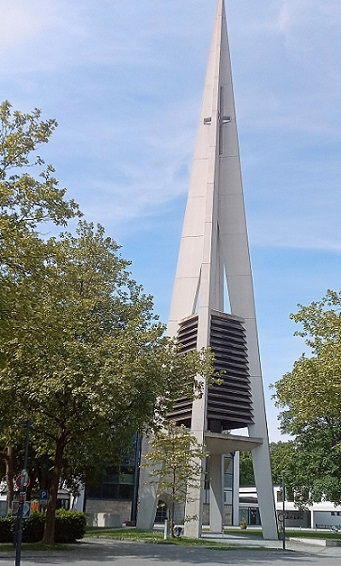
Zvonice